# Răjevo Konare, Plovdiv
Răjevo Konare (în bulgară Ръжево Конаре) este un sat în comuna Kaloianovo, regiunea Plovdiv,  Bulgaria. 

## Demografie
Componența etnică a satului Răjevo Konare
     Turci (3,53%)
     Bulgari (91,95%)
     Romi (2,87%)
     Nicio identificare (1,63%)
La recensământul din 2011, populația satului Răjevo Konare era de 1.528 locuitori. Din punct de vedere etnic, majoritatea locuitorilor (91,95%) erau bulgari, existând și minorități de turci (3,53%) și romi (2,87%). Pentru 1,63% din locuitori nu este cunoscută apartenența etnică.